# Drago Bianco
Drago Bianco (White Dragon) è il nome di una serie di criminali dei fumetti DC Comics, tutti caratterizzati dall'essere dei suprematisti bianchi.

## Biografia del personaggio
Il primo Drago Bianco fu Daniel Ducannon, un meta-umano pirocinetico dotato della capacità di volare. Finanziato da alcuni gruppi di estrema destra egli divenne il Drago Bianco, un presunto supereroe che avrebbe dovuto attirare l'ammirazione delle persone in modo da poterle manipolare inculcandogli messaggi razzisti e misogini. Finito nel mirino di Hawkman, insospettito per il suo accanimento contro le minoranze e scandalizzato dai suoi messaggi politici, Ducannon riuscì a non essere perseguitato rimanendo nei limiti della legge e manipolando i media per metterli contro il supereroe: approfittando della momentanea assenza di quest'ultimo tuttavia il Drago Bianco rivelò la sua vera natura distruggendo i quartieri popolari frequentati dalle minoranze etniche con la sua armatura. Fortunatamente Hawkman e Hawkgirl lo raggiunsero in tempo e riuscirono a sconfiggerlo, facendolo rinchiudere nel carcere di Belle Reve.
Il manto del Drago Bianco venne quindi preso da William "Billy" Heller: amico di infanzia del futuro sicario Deadshot, egli perse i genitori in una rivolta razziale e venne pertanto cresciuto dal nonno filo-nazista, che lo trasformò in un fervente razzista. Una volta adulto egli fondò il movimento estremista noto come Impero Ariano e assunse segretamente l'identità di William Hell, presunto supereroe che in realtà costringeva i criminali bianchi ad arruolarsi tra le file della sua organizzazione. Heller finì presto nel mirino di Amanda Waller e della sua Squadra Suicida, che riuscì ad umiliarlo pubblicamente segnando la rovina dell'Impero Ariano.
Caduto in disgrazia, Heller divenne il nuovo Drago Bianco e insieme ad altri supercriminali nazisti assaltò la base della Justice Society of America per perseguitare i discendenti dei supereroi che avevano combattuto nella seconda guerra mondiale: in quest'occasione venne ironicamente sconfitto da Hawkman, nemesi del suo predecessore. Finito in prigione, Heller venne avvicinato da Amanda Waller e invitato ad entrare nella Squadra Suicida: egli si dimostrò fin da subito estremamente ostile contro l'organizzazione, rea di averlo incastrato in passato, e contro la stessa Waller, per via del colore della sua pelle. Quando il Generale scatenò una rivolta all'interno della squadra Drago Bianco si schierò dalla sua parte uccidendo alcuni compagni, ma venne assassinato da Plastique, che ironicamente era stata a sua volta una vecchia disertrice della squadra.
Quanto a Ducannon, egli fuggì di prigione e riassunse nuovamente i panni del Drago Bianco, unendosi a sua volta al gruppo nazista noto come Quarto Reich e affrontando la Justice Society venendo ripetutamente sconfitto.

## Altri media

### Televisione
- Il Drago Bianco appare come antagonista secondario nella prima stagione della serie televisiva  Peacemaker, interpretato da Robert Patrick. In questa versione il personaggio si chiama August Ransom "Auggie" Smith ed è il padre dello spietato vigilante Christopher Smith/Peacemaker (mentre nei fumetti il padre di quest'ultimo è un ex ufficiale nazista). Egli era un ex soldato nonché abile ingegnere, che utilizzando un'armatura tecnologica in grado di volare e di emettere raggi di calore dalle braccia divenne il supercriminale suprematista e bigotto Drago Bianco, a guida dell'organizzazione criminale nota come Impero Ariano (in questa versione molto simile alle incarnazioni moderne del Ku Klux Klan e alla Fratellanza ariana): una volta arrestato scelse di mantenere un basso profilo, rimanendo tuttavia estremamente popolare negli ambienti suprematisti e con molti seguaci disposti a seguirlo. Auggie crebbe i figli Keith e Chris cercando di trasformarli in assassini spietati, prediligendo il primo sul secondo: tuttavia un giorno Keith venne accidentalmente ucciso dal fratello in un incontro clandestino organizzato dal padre e Auggie, che già vedeva di cattivo occhio il ragazzo per via della sua bisessualità e del suo spirito libero, ruppe completamente ogni legame con lui accusandolo della tragedia, nonostante lui stesso lo avesse esortato nello scontro a colpire più forte. Nel presente egli è ormai un supercriminale in pensione che odia il figlio e si limita a costruire i suoi elmetti nella speranza che li usi per uccidere le minoranze etniche. Nel corso della serie tuttavia Auggie viene arrestato a causa delle azioni della Task Force X, che per scagionare Peacemaker dall'omicidio di uno dei loro nemici (le misteriose farfalle) incastra suo padre per il delitto. Dopo essere stato attaccato in prigione dal folle Vigilante, deciso ad ucciderlo per liberare l'amico Peacemaker di un peso, Auggie aiuta la polizia ad incriminare suo figlio venendo rilasciato: ormai al limite della sopportazione, l'uomo raduna alcuni fedeli seguaci dell'Impero Ariano e assume nuovamente i panni del Drago Bianco per uccidere il figlio. Utilizzando la propria armatura Drago Bianco attacca Peacemaker e arriva ad un passo dall'ucciderlo, ma lui e i suoi uomini vengono sconfitti dal Vigilante, da John Economos e dall'aquila Eagly: pestato dal figlio, Auggie lo provoca un'ultima volta prima di essere definitivamente ucciso con un colpo di pistola alla testa. Successivamente però Chris inizia ad essere perseguitato da alcune allucinazioni del padre.